# Jestřebí (Rájec-Jestřebí)
Jestřebí (deutsch Jestreb, früher Gestrzeby) ist ein Ortsteil von Rájec-Jestřebí in Tschechien. Er liegt sechs Kilometer nördlich von Blansko und gehört zum Okres Blansko.

## Geographie
Jestřebí erstreckt sich in der Boskowitzer Furche am Unterlauf des Flüsschens Býkovka bis zu dessen Mündung in die Svitava. Nördlich erhebt sich die Hora (383 m), im Süden die Na Vápnech (361 m) und Jedle (561 m) und westlich die Bukovice (500 m). Durch den Ort führt die Česká Třebová–Brno; der Bahnhof Rájec-Jestřebí befindet sich in Jestřebí. Außerdem verläuft die Straße II/377 von Černá Hora nach  Sloup durch Jestřebí.
Nachbarorte sind Klemov, Hamr und Doubravice nad Svitavou im Norden, Holešín im Nordosten, Rájec im Osten, Ráječko im Südosten, Spešov im Süden, Závist und Malá Lhota im Südwesten, Černá Hora im Westen sowie Bořitov im Nordwesten.

## Geschichte
Die erste schriftliche Erwähnung des zum Gut Bořitov gehörigen Dorfes erfolgte im Jahre 1371. Besitzer war zu dieser Zeit Ulrich von Boskowitz. Die Besitzer wechselten in rascher Folge, zu ihnen gehörten die Geschlechter von Drahanowitz, Černohorský von Boskowitz, von Kunstadt, von Cimburk und von Hostěhrádek. 1590 erwarb der Burghauptmann von Rájec, Václav Šubíř von Chobyně, das Dorf. Wenig später wurde Jestřebí an die Herrschaft Černá Hora angeschlossen. Diese fiel 1597 nach dem Tode seines Schwiegervaters Jan Schembera Černohorský von Boskowitz an Karl I. von Liechtenstein. Während des Dreißigjährigen Krieges  plünderten die Schweden 1642 das Dorf. Nach dem Haus Liechtenstein erwarb 1719 das Geschlecht Auersperg die Herrschaft. 1796 folgten die Freiherren Schluga von Rastenfeld, ab 1830 die Freiherren von Geislern und ab 1842 die Freiherren von Türkheim. Gepfarrt war das Dorf immer nach Porstendorf. Im Jahre 1839 entstand eine Filialschule in Jestřebí, zuvor fand der Unterricht in Porstendorf statt. 1844 wurde der Unterricht in Jestřebí wieder eingestellt und die Kinder wieder in die Porstendorfer Schule geschickt.
Nach der Aufhebung der Patrimonialherrschaften bildete Jestřebí ab 1850 eine Gemeinde in der Bezirkshauptmannschaft Boskovice. 1854 wurde die Gemeinde dem Gerichtsbezirk Blansko zugeordnet. Nach der Auflösung des Okres Boskovice kam Jestřebí 1948 zum Okres Blansko. Am 12. Juni 1960 wurden Jestřebí und Rájec nad Svitavou zur Stadt Rájec-Jestřebí vereinigt. 1991 hatte der Ort 949 Einwohner.
Im Jahre 2001 wurden in Jestřebí 290 Wohnhäuser und 918 Einwohner gezählt.

## Sehenswürdigkeiten
- Kapelle der hl. Anna, 1867 errichtet anstelle eines hölzernen Glockenturmes von 1813. Die 1813 gegossene Glocke wurde 1942 zum Einschmelzen als Kriegsmetall abtransportiert und an ihrer Stelle 1944 eine Ersatzglocke eingehängt. Nachdem die alte Glocke nach dem Ende des Zweiten Weltkrieges unversehrt aufgefunden worden war, wurde sie wieder geweiht und die Ersatzglocke seitdem als Sterbeglocke verwendet.